# V (minissérie de 1983)
V é uma minissérie de ficção científica escrita e dirigida por Kenneth Johnson. Foi exibida originalmente em 1983, em duas partes.

## Origens
Inspirado pelo romance antifascista de Sinclair Lewis, It Can't Happen Here (1935), o diretor e produtor Kenneth Johnson escreveu uma adaptação intitulada Storm Warnings em 1982. O roteiro foi apresentado à NBC para produção como uma minissérie de televisão, mas os executivos da NBC rejeitaram o versão inicial, alegando que era muito "cerebral" para o espectador americano médio. Para tornar o roteiro mais comercializável, os fascistas americanos foram reformulados como extraterrestres devoradores de homens, a fim de capitalizar a popularidade de franquias como Guerra nas Estrelas. V, que custou $ 13 milhões ($ 34.000.000 hoje) para ser feita, estreou em 1.º de maio de 1983.